# Christian Coulin
Christian Coulin (* 18. Februar 1807 in Dresden; † 26. Juli 1888 in Linz) war ein österreichischer Kaufmann.
Der in Sachsen geborene Coulin kam als Repräsentant einer nordböhmischen Firma, der in Reichenberg (Liberec) ansässigen Schafwollfirma Liebieg nach Linz. Es gibt allerdings auch Überlieferungen, denen zufolge er die Salzburger Niederlassung der Firma Liebieg leitete.
Im Alter von 77 Jahren zog er sich vom Berufsleben zurück.
Nach seinem Tod hinterließ er der Stadt Linz ein Vermögen von 242.000 Gulden zur Versorgung von mittellosen, alten und pflegebedürftigen Bediensteten. Sein Ehrengrab befand sich auf dem Linzer St. Barbara-Friedhof und wurde 1969 auf den Stadtfriedhof Linz/St. Martin verlegt.

## Ehrungen
- 1882 wurde die Coulinstraße nach ihm benannt. Der in der Katastralgemeinde Linz befindliche Verkehrsweg verläuft nach Karl-Wiser-Straße Nr. 17 in südöstlicher Richtung zur Kärntnerstraße hin.[1]
- Ehrengrab am Stadtfriedhof Linz/St. Martin[2]